# Il nostro bisogno di consolazione
(Il nostro bisogno di consolazione, Stig Dagerman)
Il nostro bisogno di consolazione è un'opera letteraria dello scrittore svedese Stig Dagerman, pubblicata per la prima volta nel 1952 su un periodico.
Scritto sotto forma di monologo, il libro appare come una sorta di testamento spirituale dell'autore prima del suo suicidio nel 1954, nonostante non si tratti della sua ultima opera.
Nella manciata di pagine che compongono il testo ritroviamo il male di vivere dello scrittore, soffocato dal peso del suo talento e delle enormi aspettative che esso ha suscitato, e dalla consapevolezza che la felicità e la libertà a cui l'uomo aspira sono irraggiungibili.

## Edizioni
- Stig Dagerman, Il nostro bisogno di consolazione, Iperborea, 1991,  pp. 48, ISBN 978-88-7091-021-6.